# 艾加伊城王陵博物館 (維爾吉納)
艾加伊城王陵博物館（Museum of the Royal Tombs of Aigai），位於希臘塞薩洛尼基以西75公里處的維爾吉納，以古代馬其頓王國在艾加伊建造的皇家陵墓為中心。能容納馬其頓腓力二世墓葬群的地下博物館於1993年開始建設，並於1997年落成。 展品分佈在四個互相連接的區域，包括宮殿、泰梅諾斯王朝的皇家墓葬群（墓葬群「C」）、腓力二世墓葬群，以及在大門入口所設的半露天的雕塑展覽，這些雕塑是在城市神殿和修復後的腓力宮正面上層發現的。艾加伊的陵墓和其他考古遺址因其獨特的建築和見證歐洲文明在城邦與帝國的過渡，於1996年被列入聯合國教科文組織世界遺產名錄。
博物館的藏品來自1861年開始的一系列考古挖掘的墓葬品，一直保存至今。

## 考古学
早在西元1855年，考古學家就對維爾吉納周圍的墓葬產生興趣，認為艾加伊遺址就在附近。然而除了空墓之外，什麼也沒有發現。1861年，在拿破崙三世的贊助下，法國考古學家萊昂·厄澤（Leon Heuzey）再次展開挖掘。在帕拉提薩（Palatitsa）附近發現了一座被大火燒毀的大型建築的局部，該建築被認為屬於安提柯三世 （公元前 263-221 年）宮殿之一，它的現代名稱保存了一座宮殿的記憶。 挖掘者認為這是瓦拉古城的遺址，這種觀點一直流行到1976年。然而，由於存在瘧疾風險，不得不放棄挖掘工作。
塞薩洛尼基亞里斯多德大學的考古學教授康斯坦丁諾斯·羅馬奧斯（Konstantinos Romaios）發現了第一座皇家陵墓，他在1937年至 1940 年間在宮殿遺跡中工作時發現了它。宮殿的大部分建築材料已被希土戰爭後從土耳其安納托利亞移居至此的希臘難民搜刮。希臘難民1922年在此處建立了一個新的定居點，並以一位傳說中的女王之名將其命名為維爾吉納。由於1940 年與義大利爆發戰爭而放棄了挖掘工作。第二次世界大戰之後又發生了希臘內戰（1946-1949）。
1949年，馬諾利斯·安德羅尼科斯（Manolis Andronikos）終於恢復了挖掘工作。 安德羅尼科斯於1970年完成了對宮殿的挖掘，然後將注意力轉向了大型墓塚，他深信马其顿国王的陵墓隱藏在其中。1977年，安德羅尼科斯在那裡發現了四座墳墓，其中兩座從未被入侵過。安德羅尼科斯確認了這些是亞歷山大大帝之父腓力二世的陵墓（陵墓 II），以及亞歷山大大帝和羅克珊娜之子亞歷山大四世的陵墓（陵墓 III）。
1987年又發現了一個墓葬群，當中包含歐律狄刻一世的陵墓。1991年至2009年期間，連同都市街區、農舍、墓園、街道、神殿和部分城市防禦工事共挖掘了1000多座墳墓。還揭示了泰梅諾斯王朝的皇家墓葬群，這是一個古老的馬其頓王室，起源於多利安希臘。 然後在2014年3月，又發現了五座皇家陵墓被認為可能屬於馬其頓亞歷山大一世及其家人，或屬於卡山德家族。

## 展區
在腓力二世的墓中發現的物品中有一個金色的拉纳克斯（Larnax），其蓋子上飾有十六道光芒的「維吉納太陽」 ，裡面裝有國王的骨頭，一個複雜的金葬花環，一個帶有「海克力斯之結」（Heracles knot）的金銀製希臘式帶狀王冠（Diadem），葬禮上的銀製器皿及青銅製器皿，以及棺材上的象牙雕刻裝飾品。還發現了黃金製成的盔甲和脛甲，其中一件是為了匹配腓力二世因脛骨骨折癒合不當而變形的腿所定製的、鑲嵌象牙的盾牌、武器、象牙浮雕、珠寶和赤陶陶俑。還展出了在其他墓葬中發現的類似物品，包括公元前9世紀「艾加伊夫人」的珠寶和身上的飾品。

## 圖庫

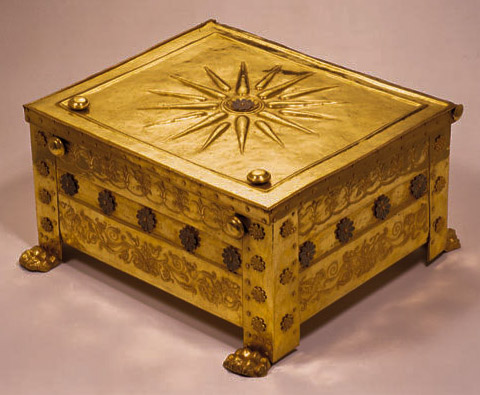
馬其頓腓力二世的金色拉納克斯與維爾吉納之星
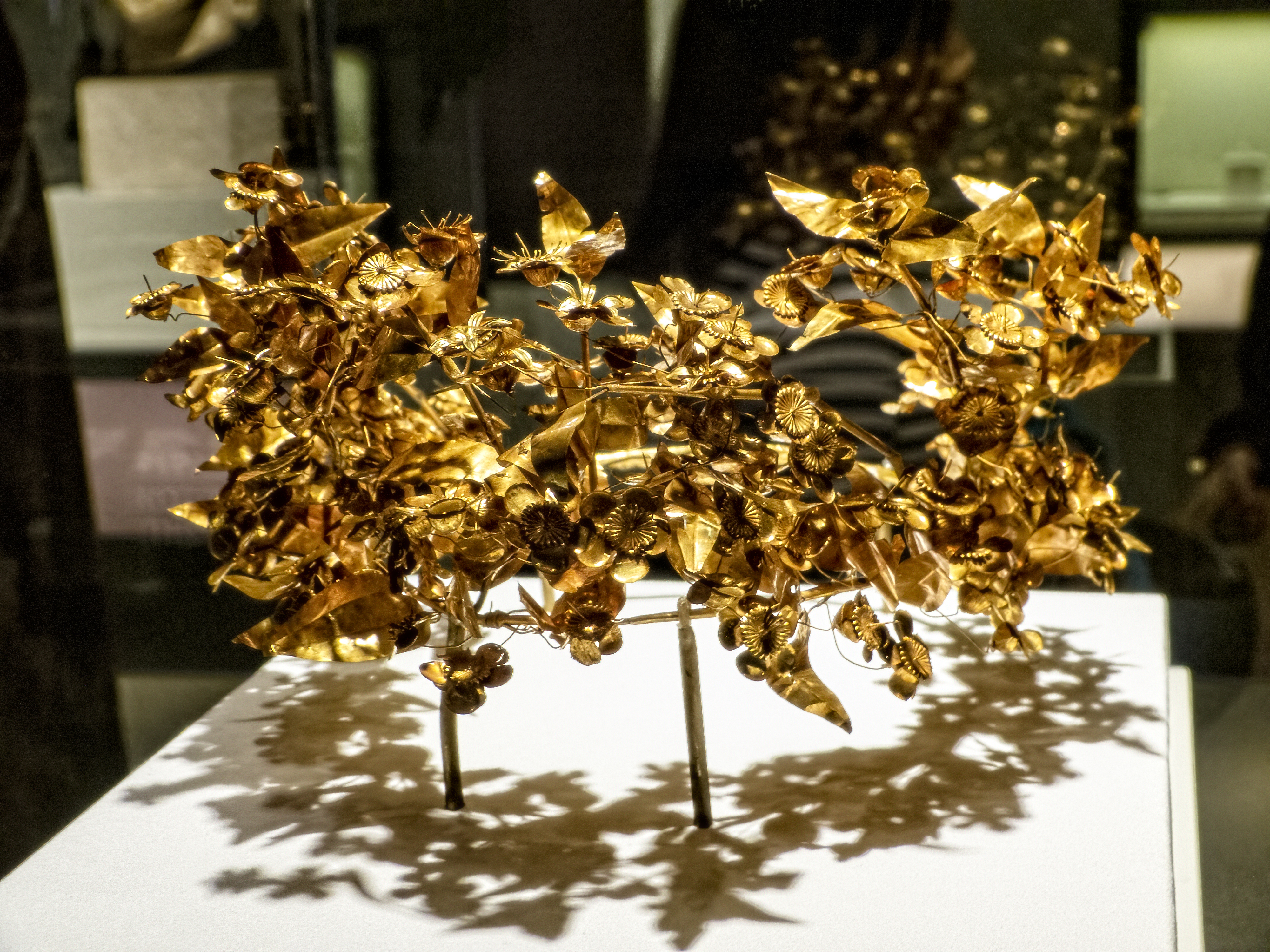
腓力二世第六任妻子梅達女王的黃金葬禮花環
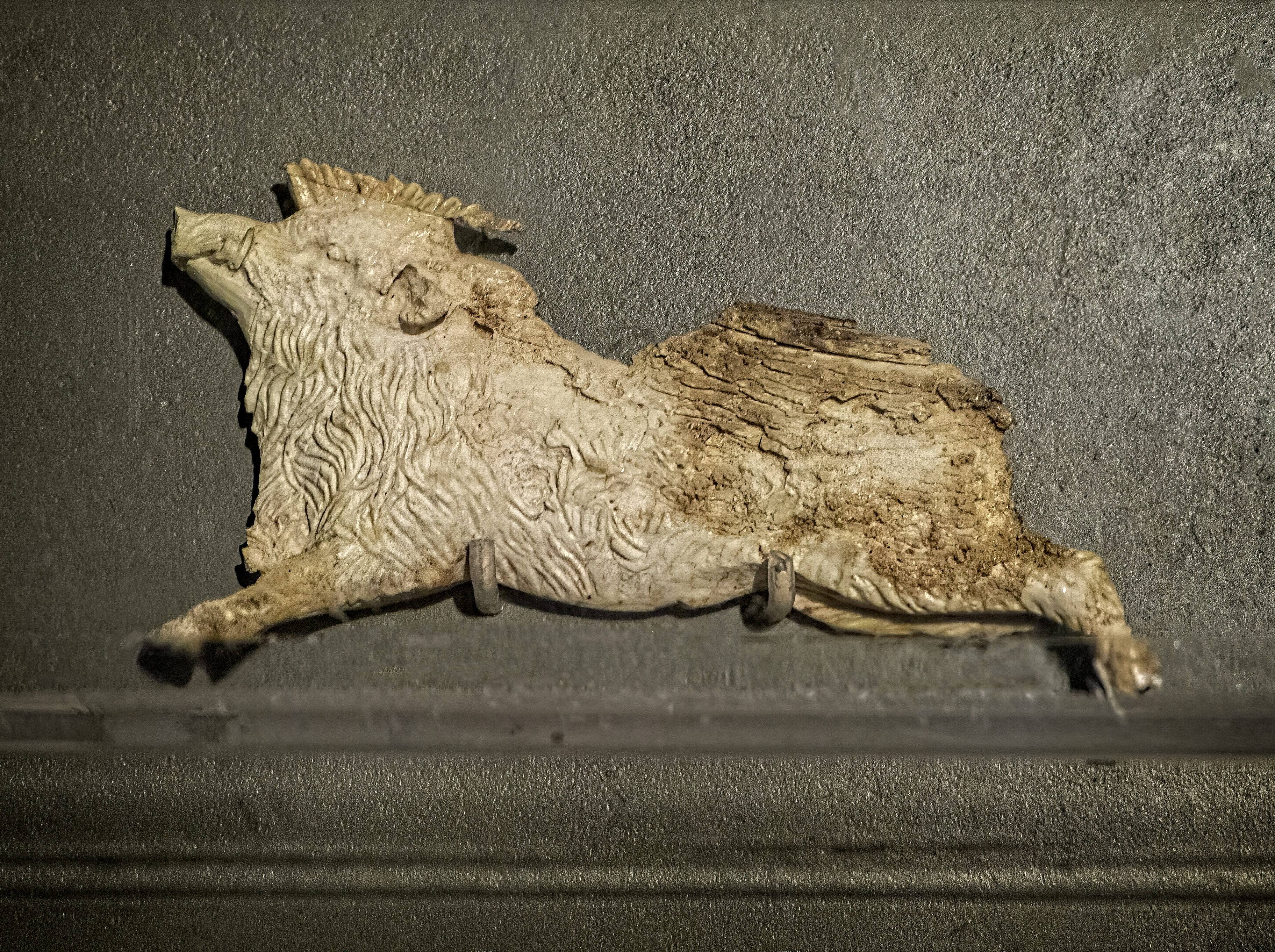
腓力二世棺材腳凳的的象牙製紀念牌匾表現了一頭野豬
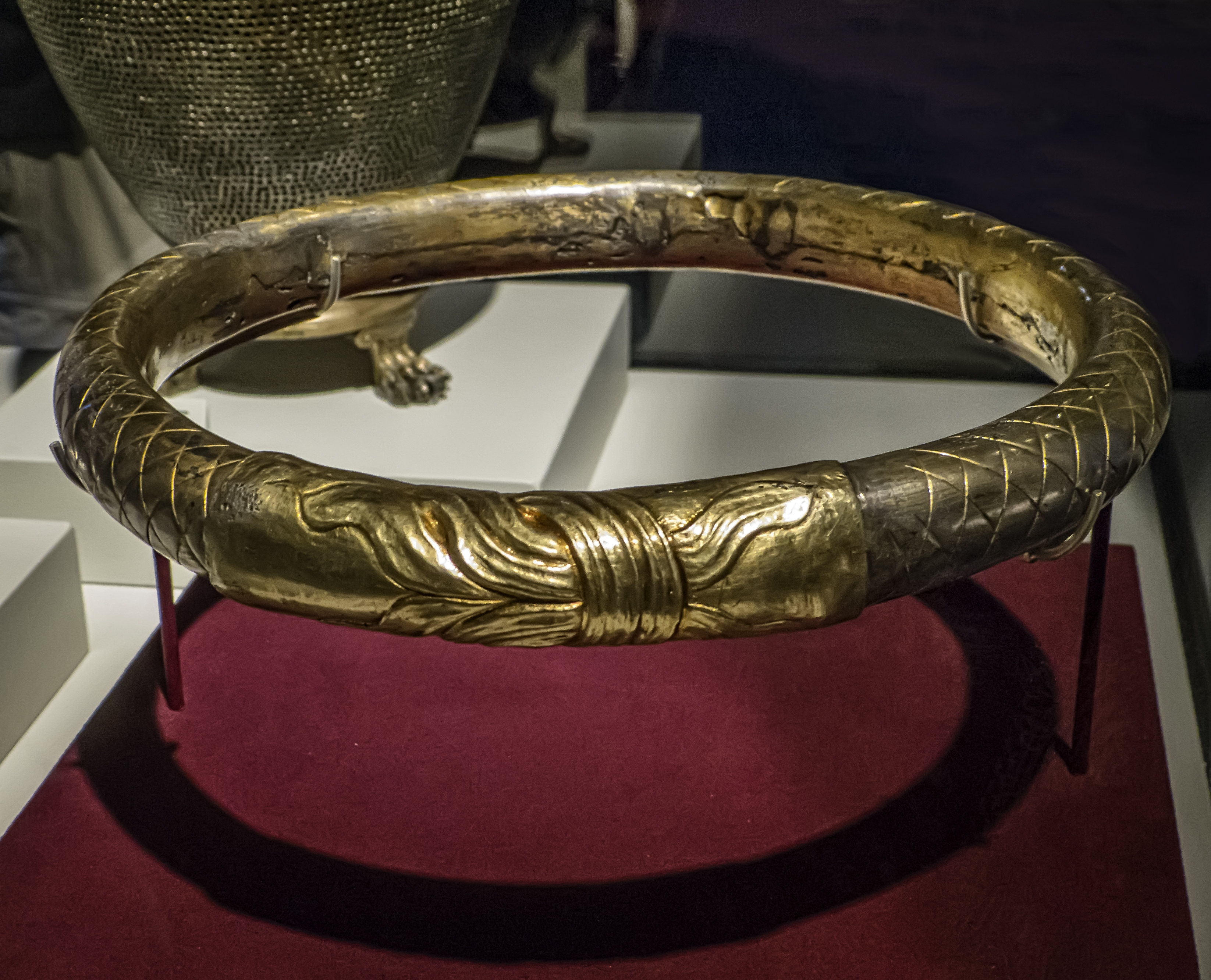
一個帶有海克力斯之結的金銀製希臘式帶狀王冠
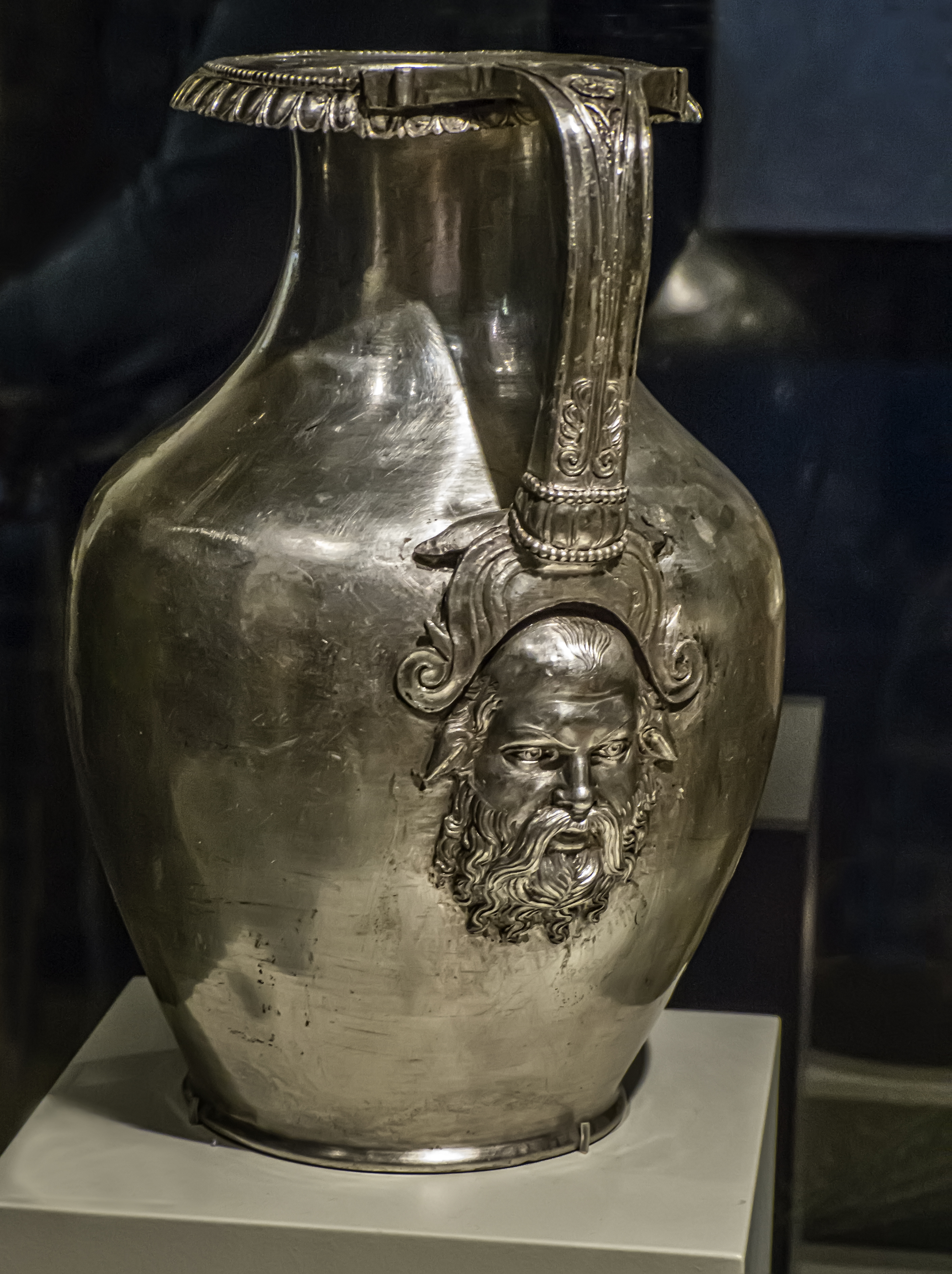
銀製曲柄酒壺（Oinochoe）上有西勒諾斯的浮雕
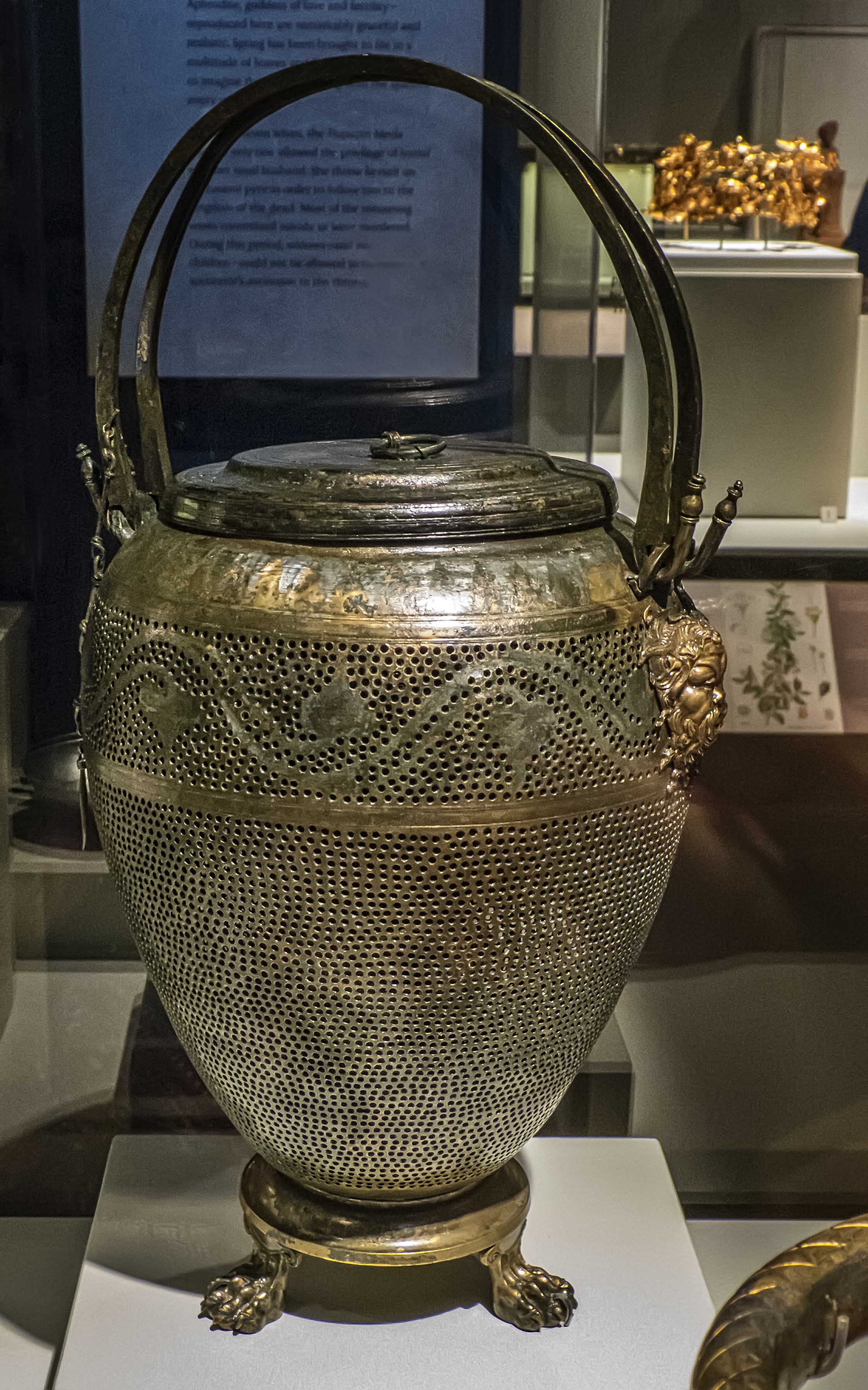
青銅提燈上的「潘神」
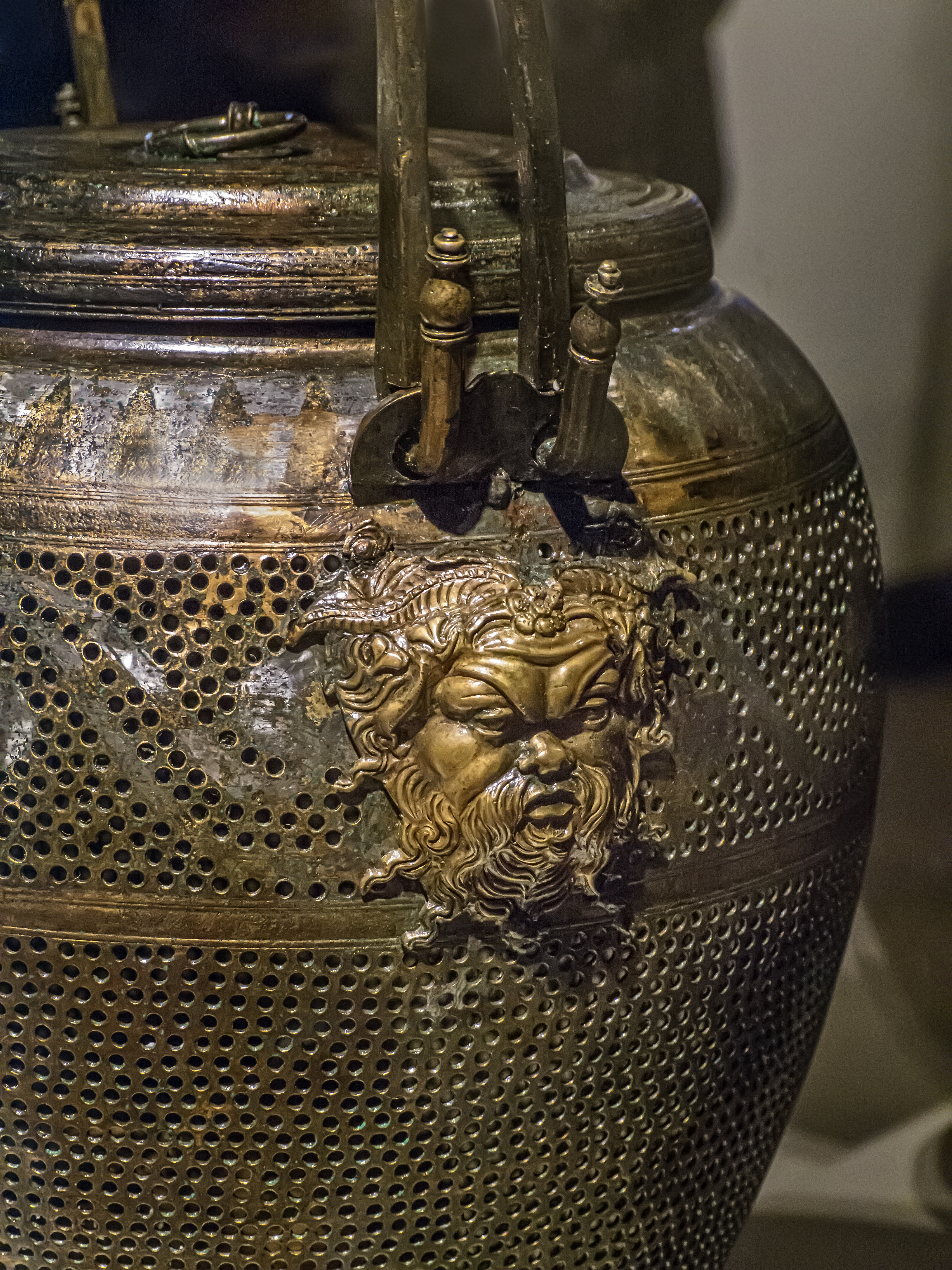
青銅提燈上的「潘神」的浮雕特寫
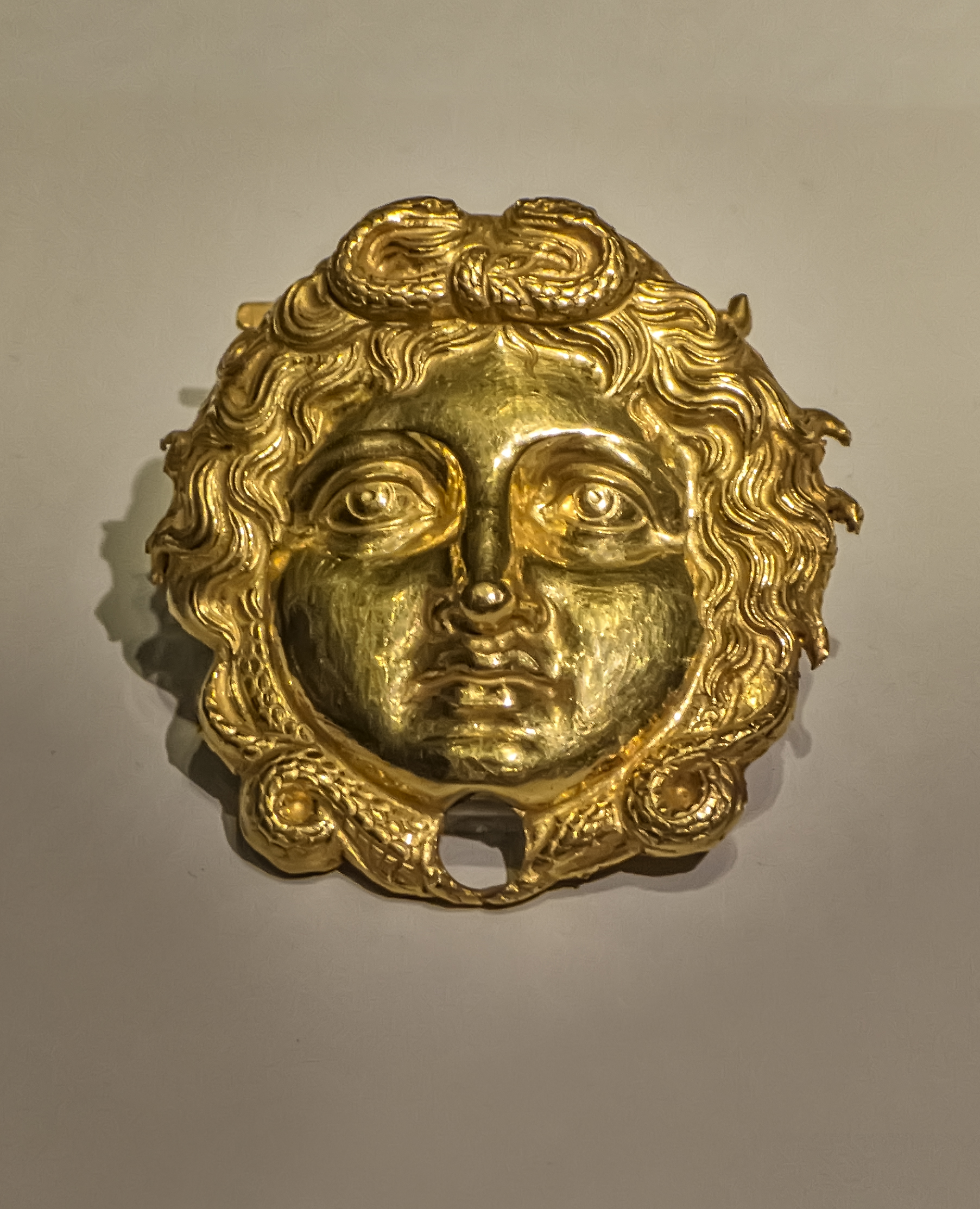
腓力二世胸甲上的黃金戈爾貢頭像
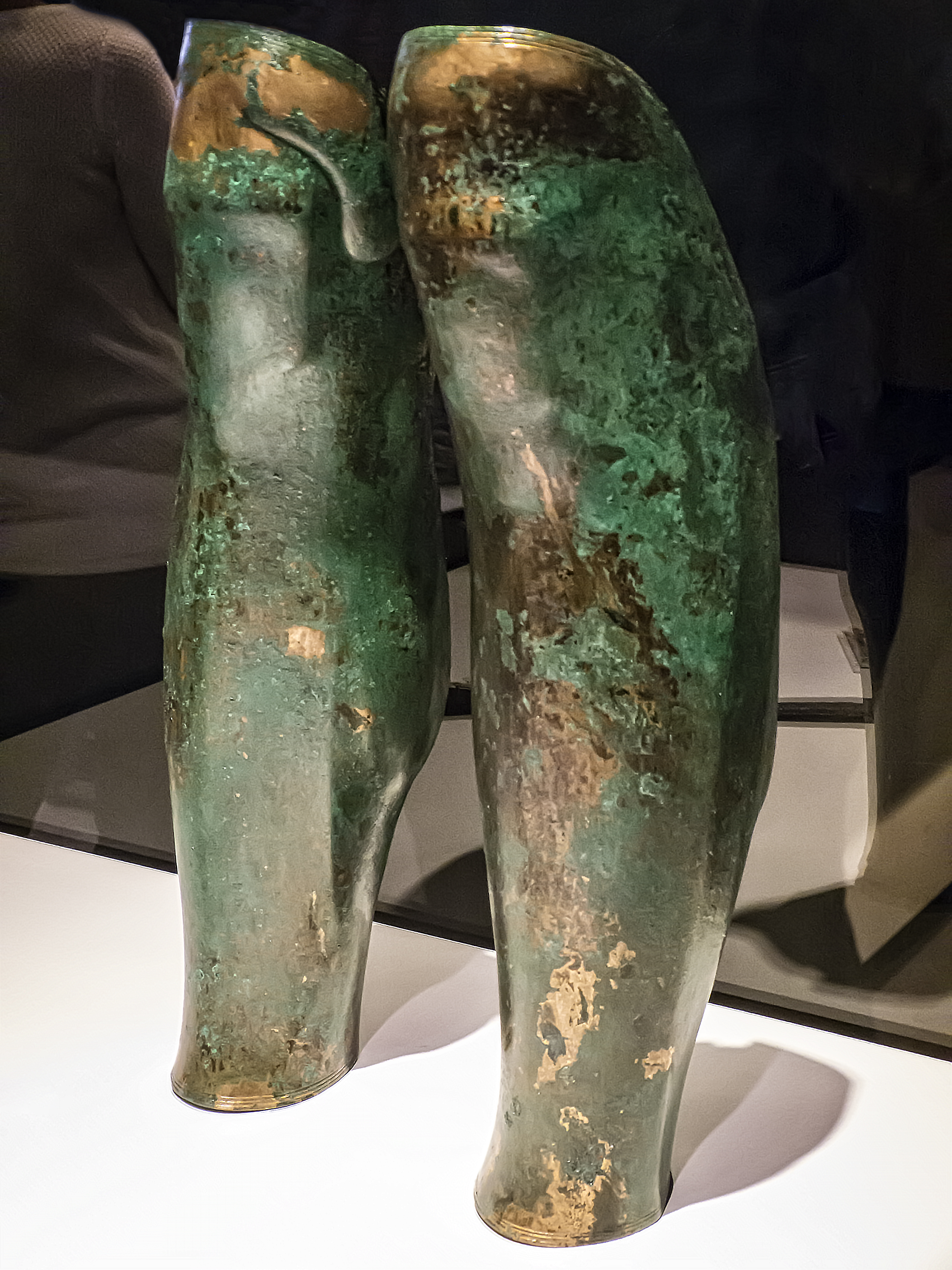
腓力二世的青銅護脛
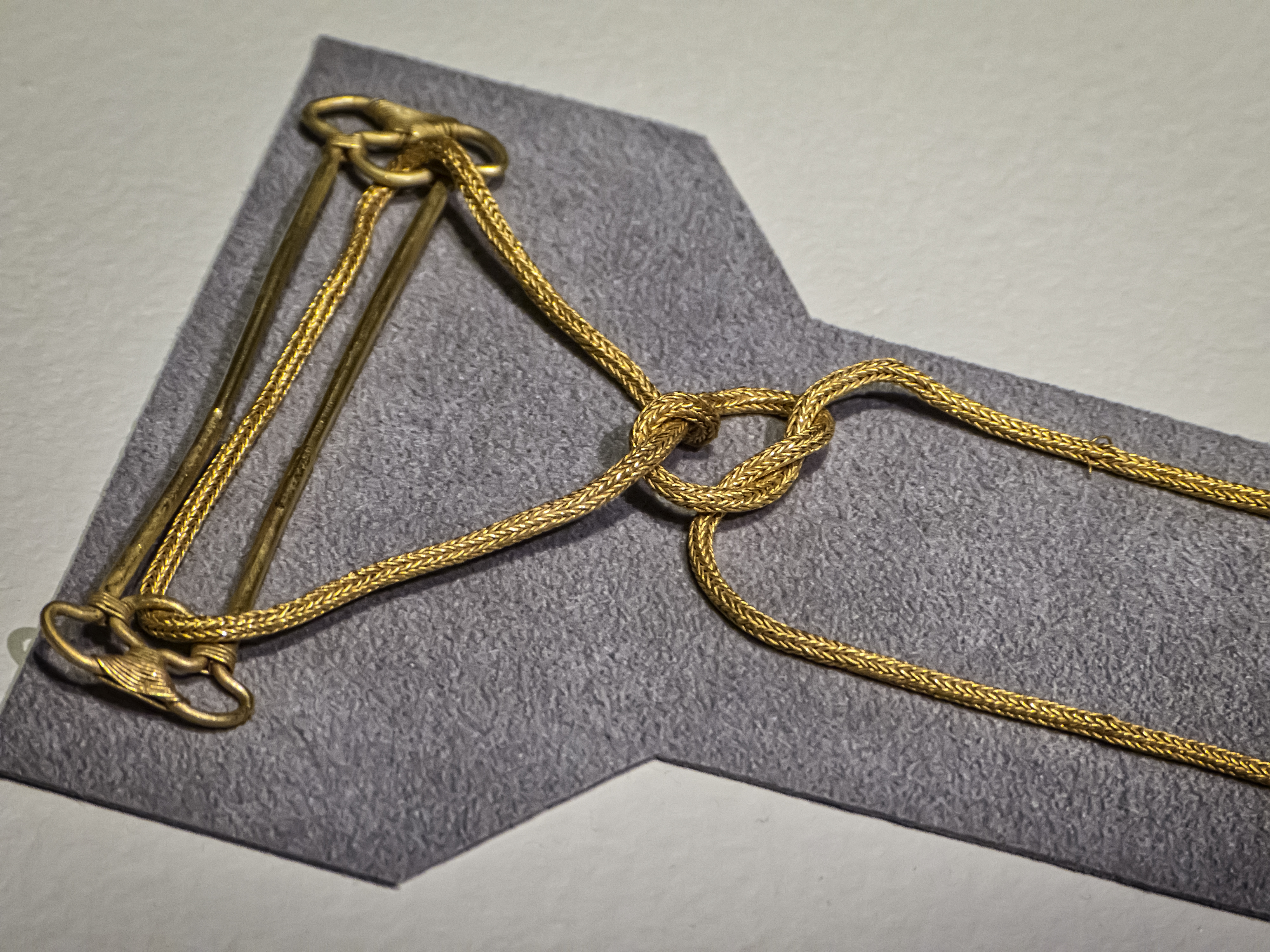
金色兩針式飾針（fibula），鏈條繫成海克力斯之結
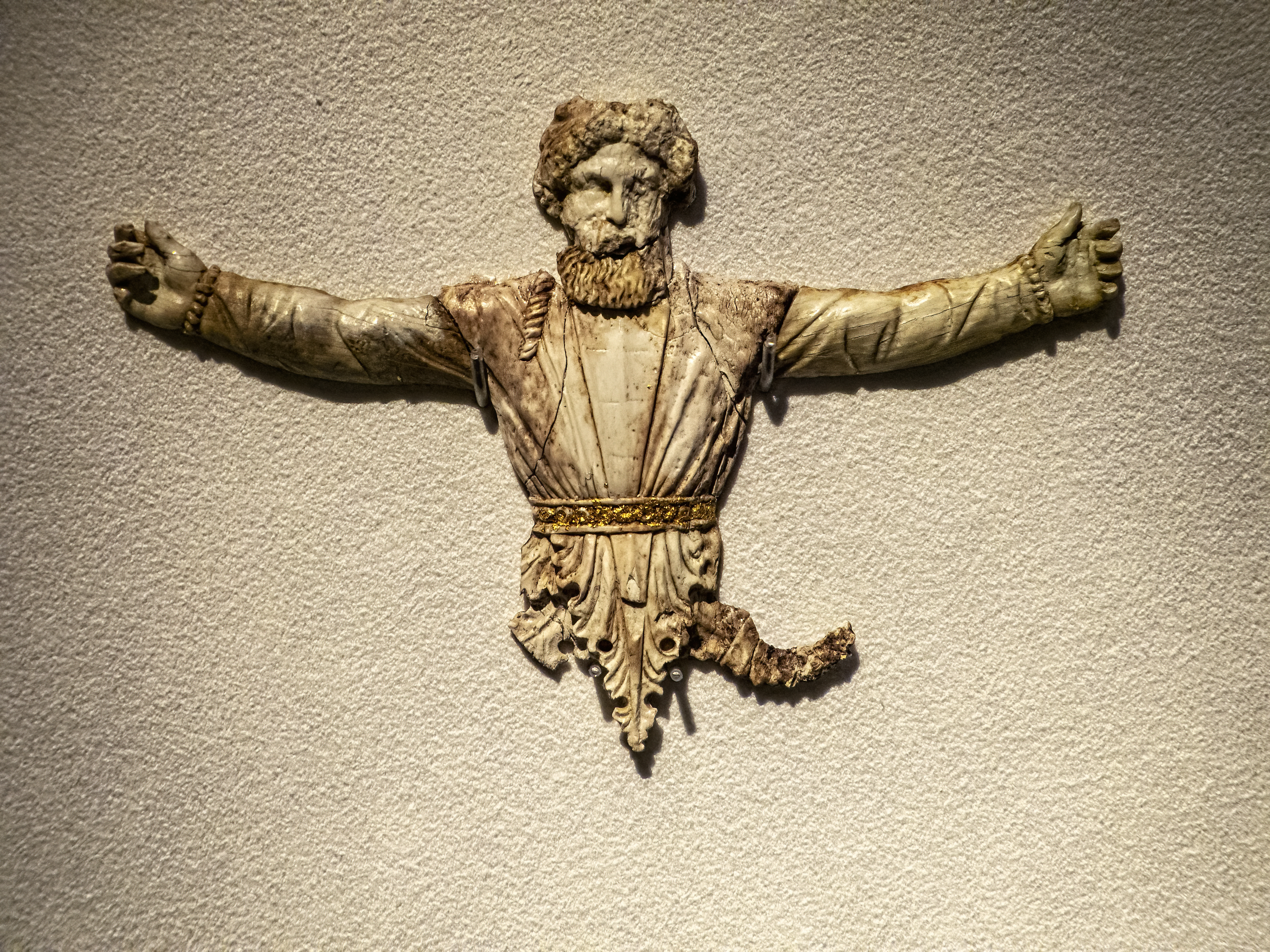
亞歷山大四世墓中出土的以象牙及黃金製成的薩巴茲烏斯微型雕像
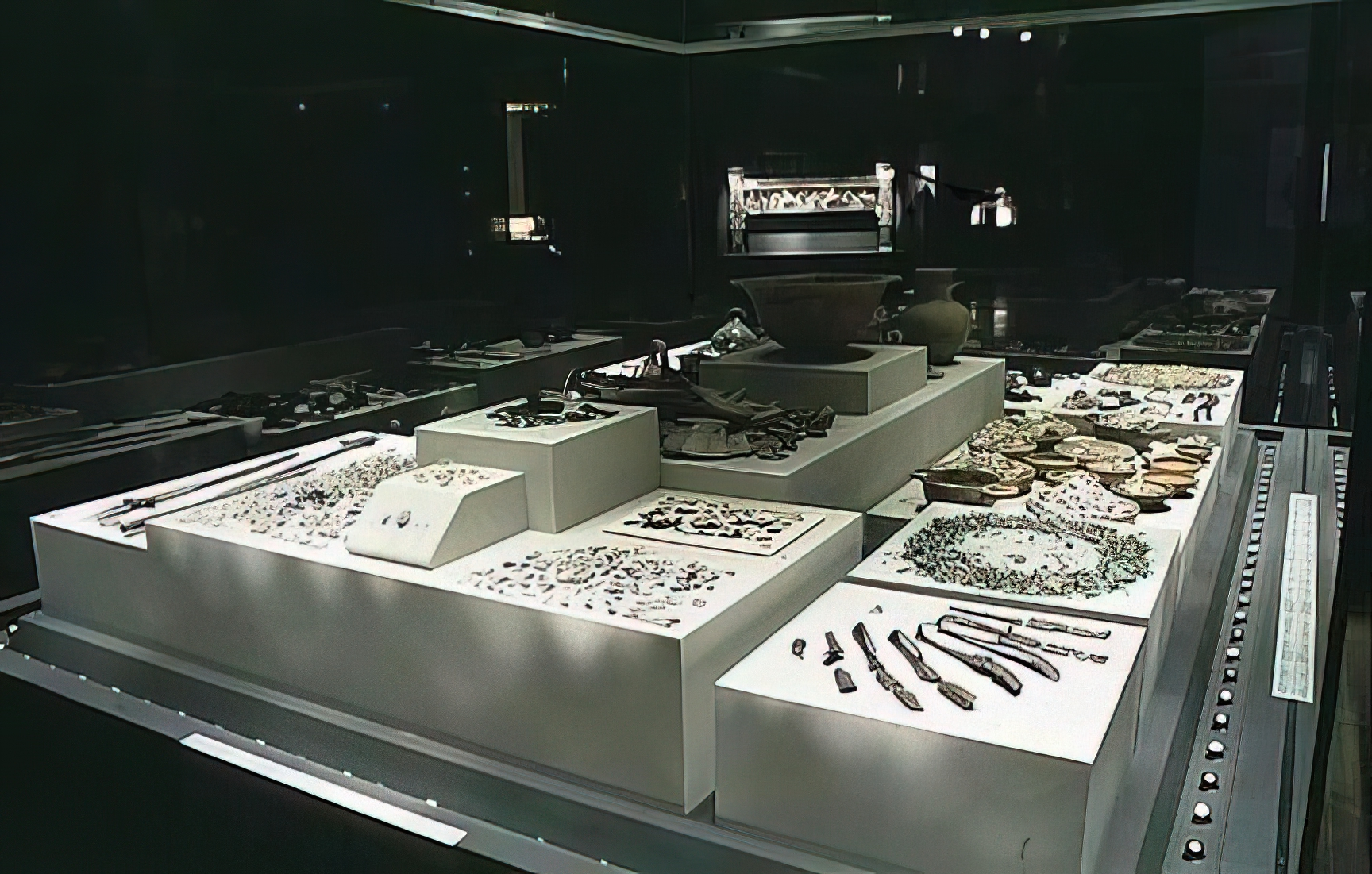
腓力二世的火葬柴堆的遺跡
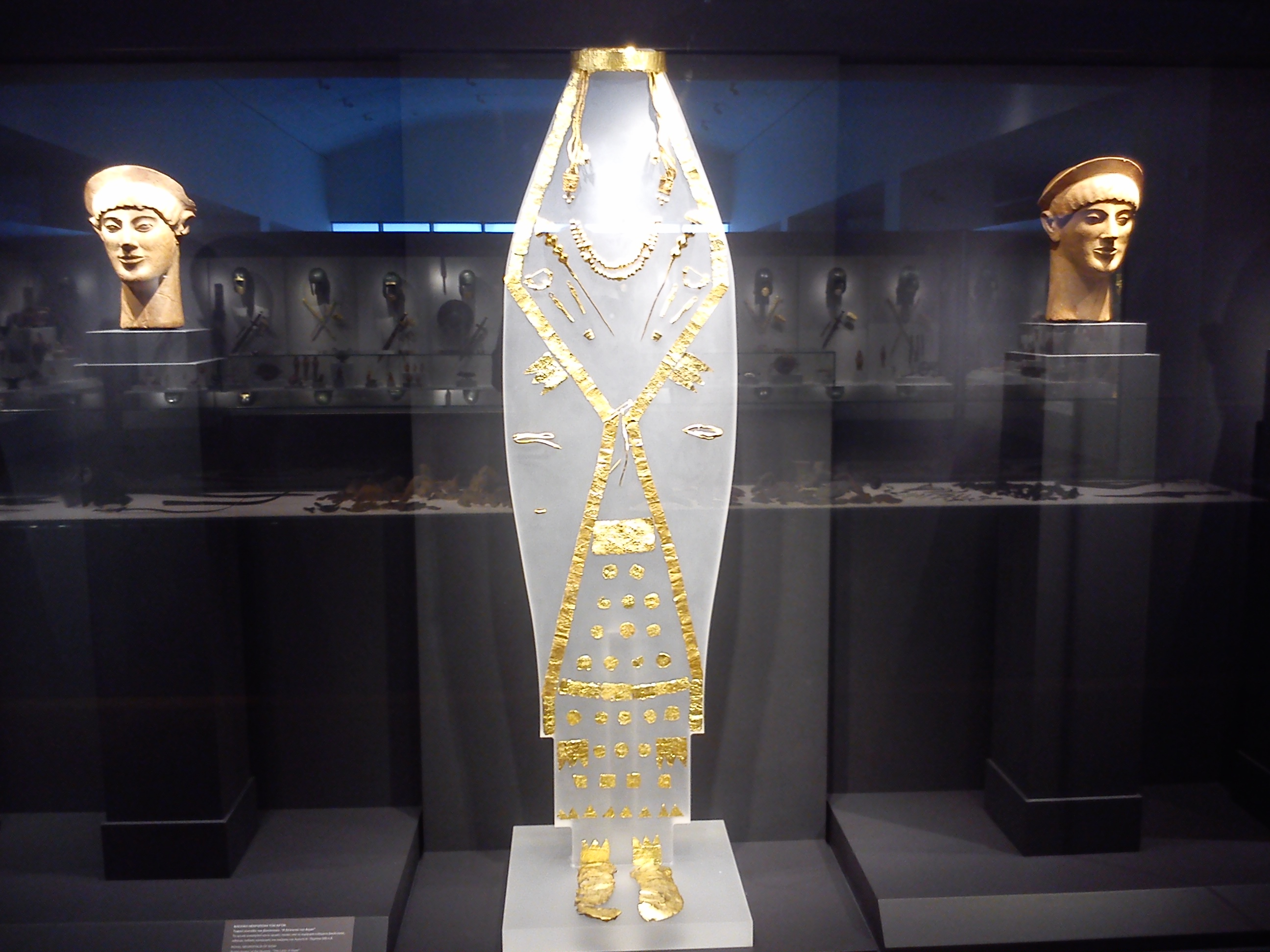
艾加伊的馬其頓女王的黃金首飾及服裝飾品
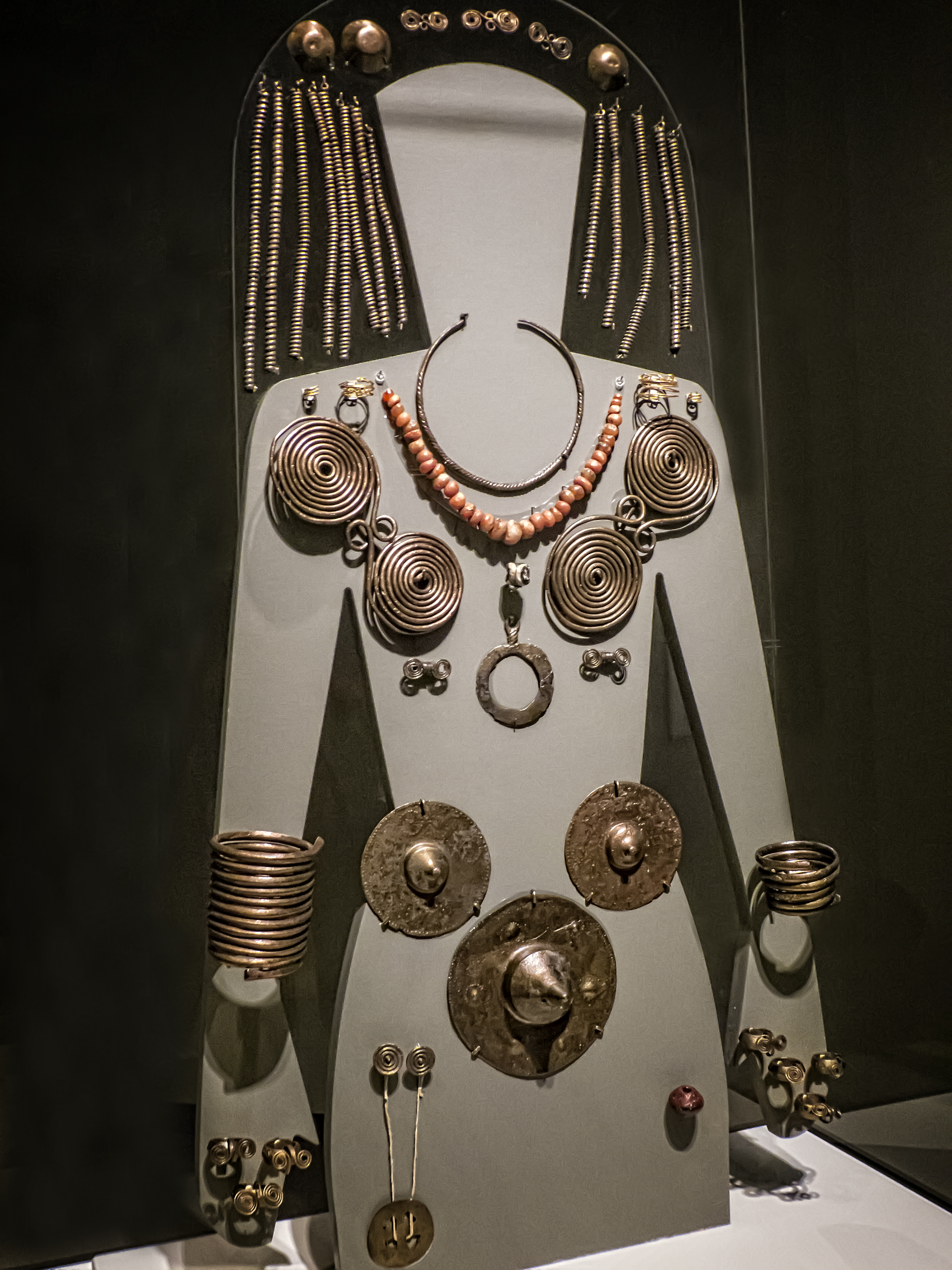
公元前九世紀「艾加伊夫人」的隨葬品
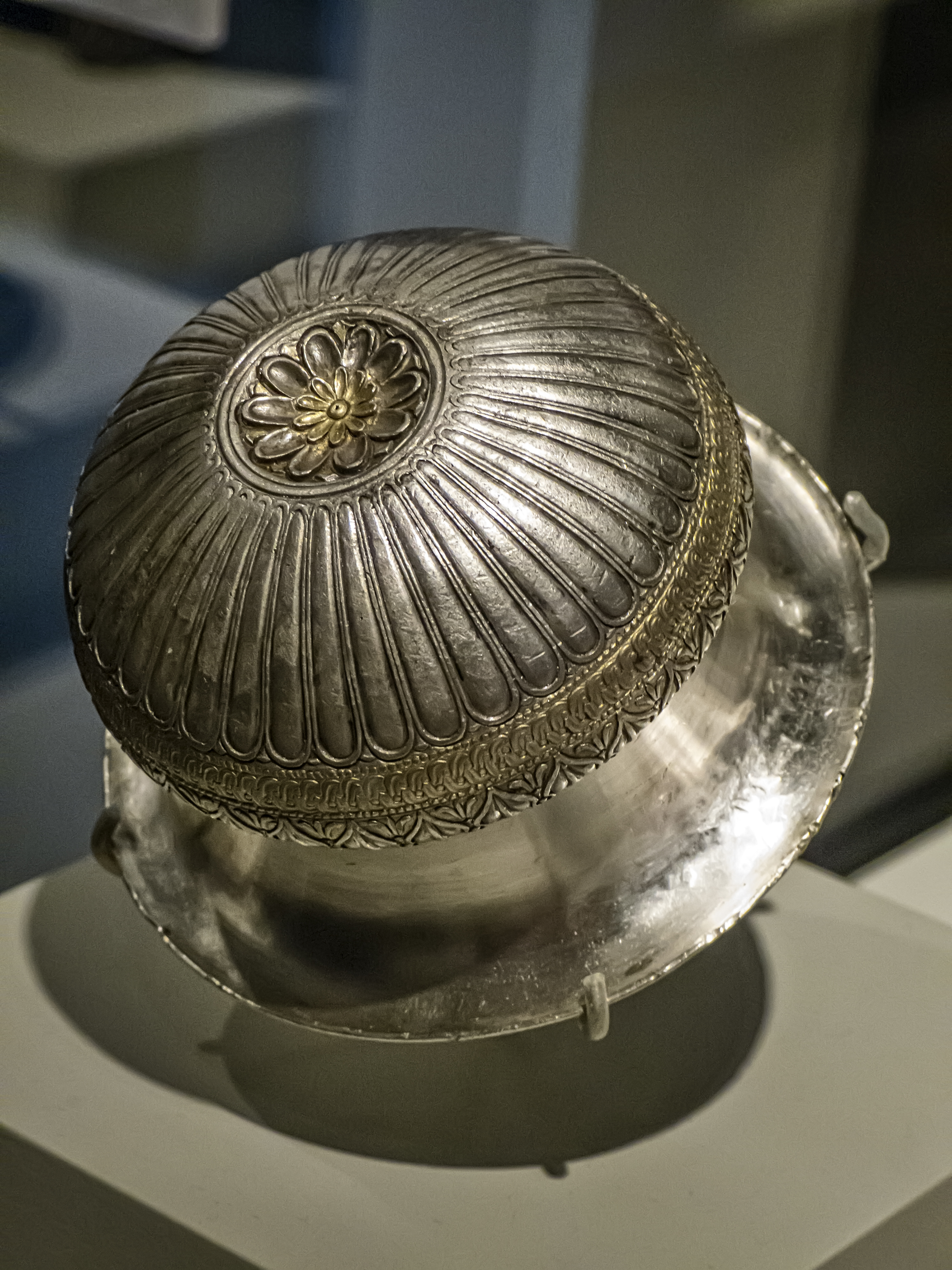
腓力二世墓中出土的銀杯
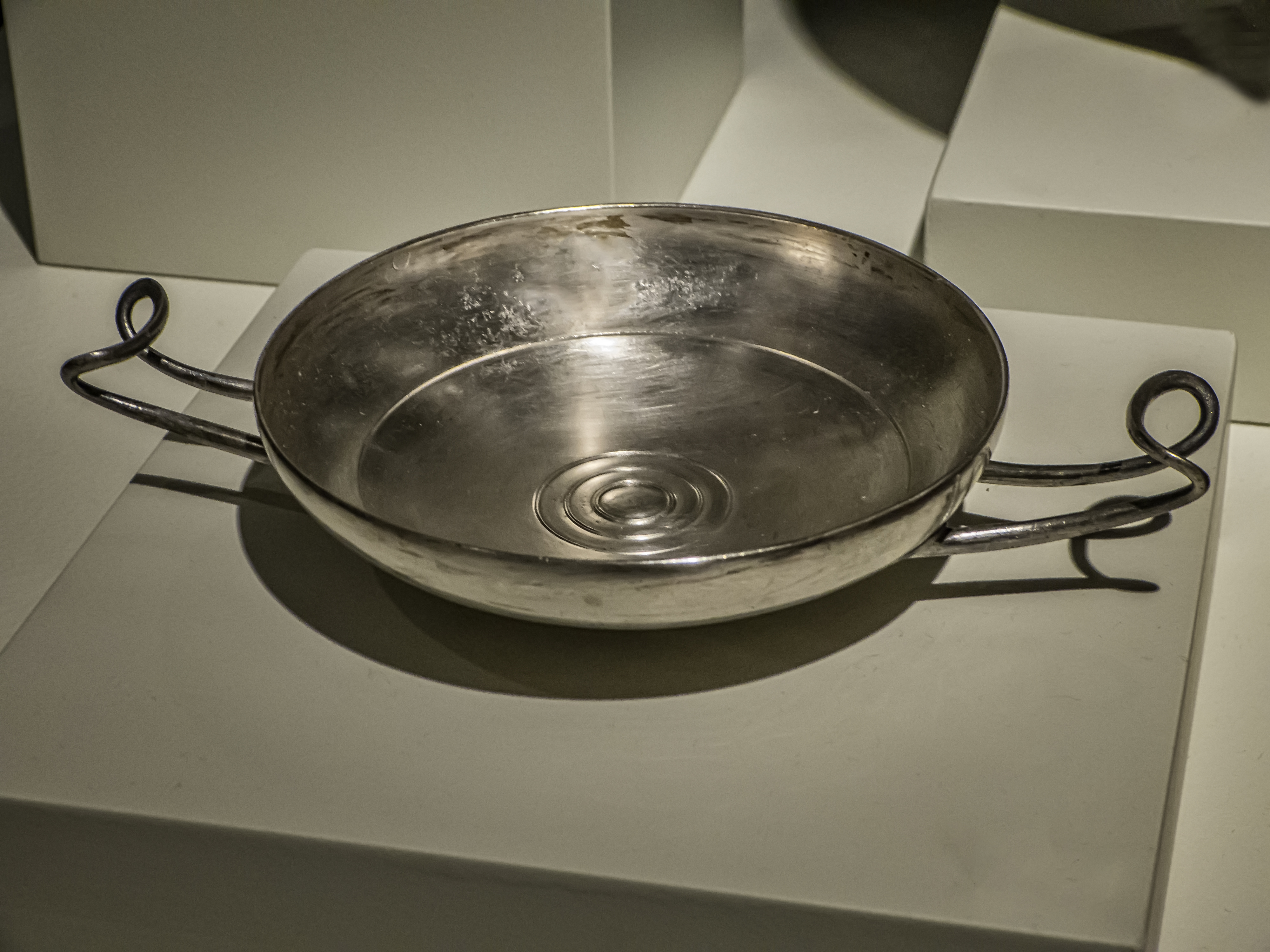
腓力二世墓中的銀製基里克斯杯
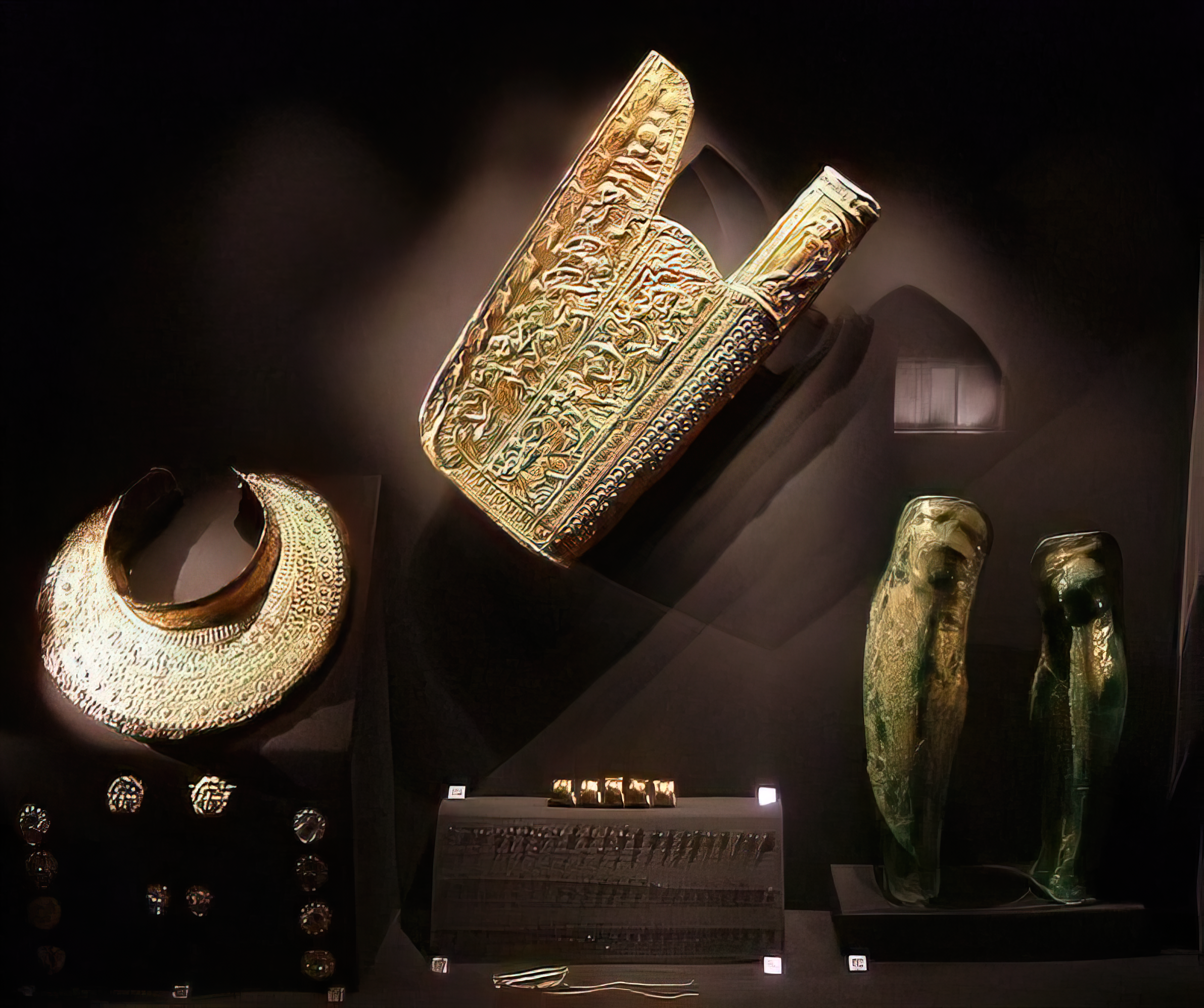
腓力二世第六任妻子奧德索斯梅達女王的黃金弓箭袋（gorytos，箭袋和弓盒組合）、護腿板和頸甲
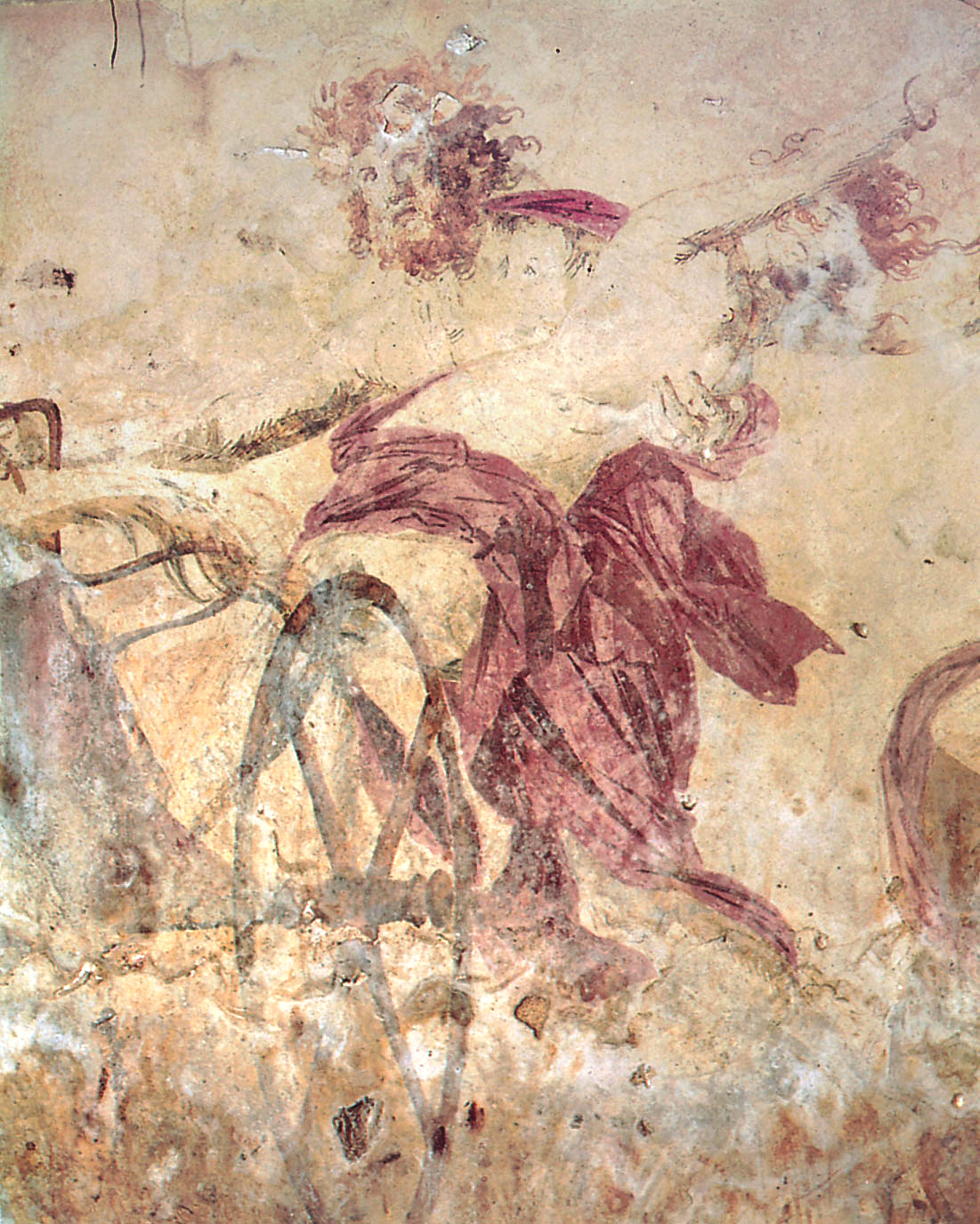
描繪哈迪斯綁架珀爾塞福涅的墓穴壁畫細節， 公元前4世紀（公元前350年-200年）
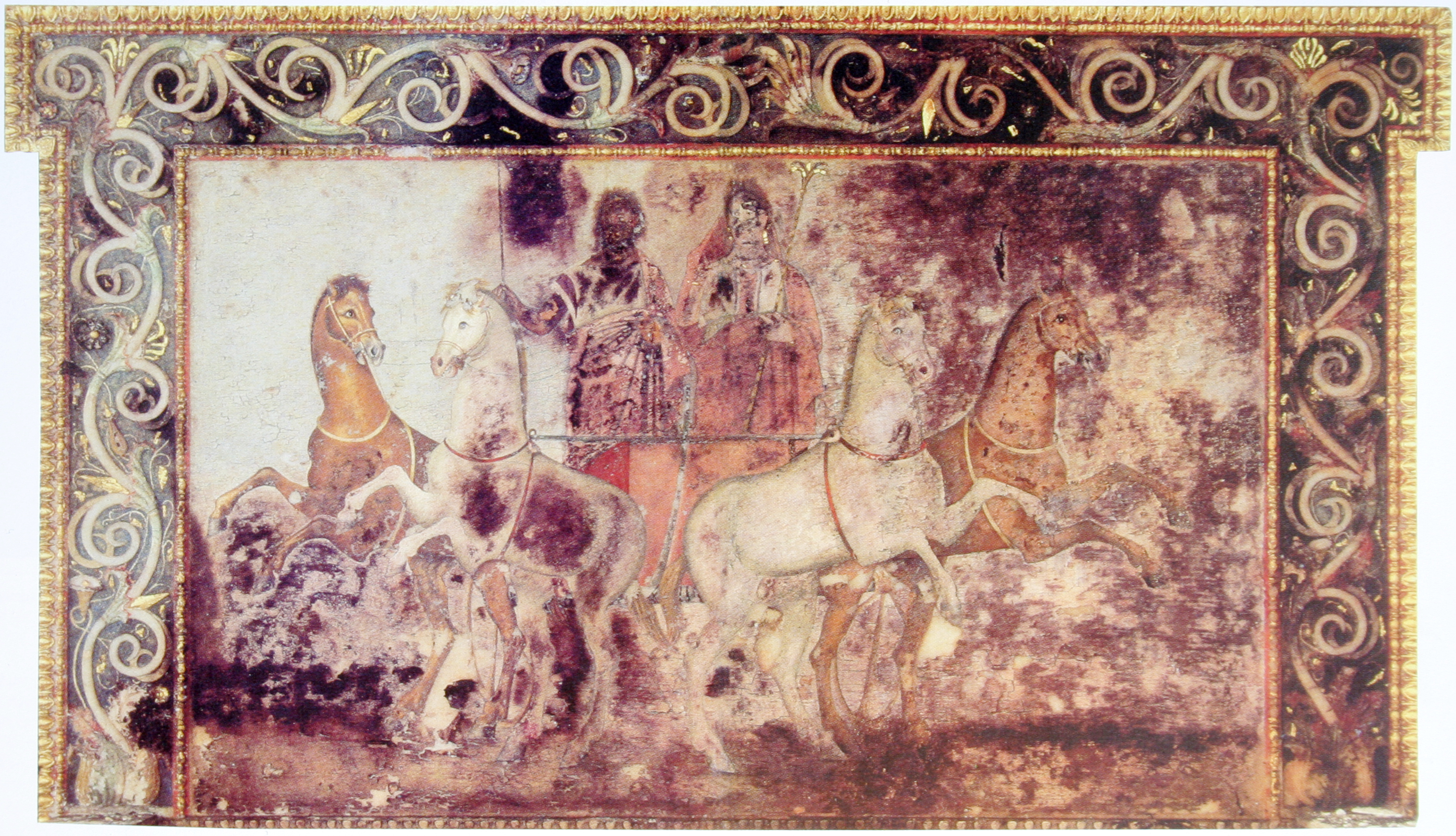
歐律狄刻王后寶座上的場景，公元前340年